# Fagonia taeckholmiana
Fagonia taeckholmiana är en pockenholtsväxtart som beskrevs av Hadidi. Fagonia taeckholmiana ingår i släktet Fagonia och familjen pockenholtsväxter. Inga underarter finns listade i Catalogue of Life.